# Jan III Dobry
Jan III Dobry, fr. Jean III le Bon (ur. 8 marca 1286 w Châteauceaux, zm. 30 kwietnia 1341 w Caen), książę Bretanii, najstarszy syn księcia Artura II i Marii, córki Gwidona VI, wicehrabiego de Limoges. Władzę w Bretanii objął po śmierci swojego ojca w 1312 r.
Był trzykrotnie żonaty. Po raz pierwszy ożenił się w 1297 r. z Izabelą (1292 – 1309), córką Karola I, hrabiego de Valois, i Małgorzaty Andegaweńskiej, córki Karola II Kulawego, króla Neapolu. W chwili ślubu Jan miał 11, a Izabela 5 lat. Małżeństwo to pozostało bezdzietne.
Drugą żoną Jana została Izabela Kastylijska (1283 – 1328), córka króla Kastylii Sancha IV Odważnego i Marii de Molina, córki infanta Alfonsa de Molina. Ślub odbył się w 1310 w Burgos. Jan miał wówczas 24, a Izabela 27 lat. Również i z tego małżeństwa Jan nie doczekał się potomstwa.
Książę ożenił się trzeci raz w 1329 r. z Joanną (1310 – 1344), córką Edwarda, hrabiego Sabaudii, i Blanki, córki Roberta II, księcia Burgundii. W chwili ślub Jan miał 43, a Joanna 19 lat. To małżeństwo również pozostało bezdzietne.
Książę nie przepadał za swoim przyrodnim rodzeństwem, dziećmi ojca z drugiego małżeństwa. Od początku panowania starał się o anulowanie tego małżeństwa i uznanie jego przyrodniego rodzeństwa za dzieci nieślubne. Kiedy to się nie udało rozpoczął starania o odsunięcie od dziedziczenia swojego przyrodniego brata, Jana de Montfort. W 1340 r. Jan III nieoczekiwanie pogodził się z bratem i wyznaczył go dziedzicem Bretanii. Leżąc na łożu śmierci powiedział na temat sukcesji bretońskiej: Na miłość boską! Zostawcie mnie w spokoju i nie męczcię mojej duszy takimi drobnostkami.
Jan zmarł w 1341 r. nie doczekawszy się męskiego potomka. Jego śmierć przypadła na początek wojny stuletniej między Anglią i Francją. Oba walczące kraje zgłosiły swoich pretendentów do bretońskiego tronu. Francja popierała bratanicę zmarłego księcia, Joannę, i jej męża Karola de Blois. Joanna była córką Gwidona, drugiego (po Janie III), najstarszego syna Artura II. Kandydatem Anglików był natomiast czwarty z braci (trzeci, Piotr, zmarł bezpotomnie w 1312 r.), Jan de Montfort. Rozpoczęła się wieloletnia wojna o sukcesję bretońską, co ilustruje rycina z „Kronik” Froissarta (po lewej).